# Damac FC
Câu lạc bộ bóng đá Damac (tiếng Ả Rập: ضمك, đã Latinh hoá: Ḍamak) là một câu lạc bộ bóng đá chuyên nghiệp có trụ sở tại Khamis Mushait. Được thành lập năm 1972, đội hiện thi đấu tại Giải Vô địch quốc gia Ả Rập Xê Út

## Đội hình
Tính đến ngày 1 tháng 9 năm 2021
| Số | Vị trí | Cầu thủ               | Quốc tịch   |
| -- | ------ | --------------------- | ----------- |
| 1  | TM     | Bander Al-Shahrani    | Ả Rập Xê Út |
| 2  | TĐ     | Hillal Soudani        | Algérie     |
| 3  | HV     | Abdelkader Bedrane    | Algérie     |
| 4  | HV     | Ibrahim Al-Nakhli     | Ả Rập Xê Út |
| 6  | TV     | Adam Maher            | Hà Lan      |
| 7  | TV     | Mansor Hamzi          | Ả Rập Xê Út |
| 8  | TV     | Ryan Al-Mousa         | Ả Rập Xê Út |
| 9  | TĐ     | Bruno Duarte          | Brasil      |
| 10 | TV     | Nono                  | Tây Ban Nha |
| 12 | TV     | Abdulaziz Makin       | Ả Rập Xê Út |
| 13 | HV     | Abdullah Al-Ammar     | Ả Rập Xê Út |
| 14 | TV     | Abdulaziz Al-Shahrani | Ả Rập Xê Út |
| 15 | HV     | Farouk Chafaï         | Algérie     |
| 16 | TV     | Bader Munshi          | Ả Rập Xê Út |
| 17 | TV     | Domagoj Antolić       | Croatia     |
| 18 | TV     | Muhannad Al-Naji      | Ả Rập Xê Út |
| 19 | HV     | Abdullah Hawsawi      | Ả Rập Xê Út |
| 20 | HV     | Dhari Al-Anazi        | Ả Rập Xê Út |
| 22 | TM     | Abdalbaset Hawsawi    | Ả Rập Xê Út |
| 23 | TV     | Abdulaziz Majrashi    | Ả Rập Xê Út |
| 24 | TV     | Waleed Al-Enezi       | Ả Rập Xê Út |
| 30 | TM     | Moustapha Zeghba      | Algérie     |
| 32 | HV     | Abdullah Hassoun      | Ả Rập Xê Út |
| 33 | TM     | Mohammed Al-Mahasneh  | Ả Rập Xê Út |
| 38 | TV     | Ammar Al-Najjar       | Ả Rập Xê Út |
| 40 | HV     | Hassan Al-Shamrani    | Ả Rập Xê Út |
| 49 | TV     | Ahmed Al-Zain         | Ả Rập Xê Út |
| 51 | TĐ     | Ramzi Solan           | Ả Rập Xê Út |
| 79 | TV     | Fares Al-Shahrani     | Ả Rập Xê Út |
| 99 | TĐ     | Rayan Al-Qahtani      | Ả Rập Xê Út |
| —  | HV     | Omar Al-Muziel        | Ả Rập Xê Út |
| —  | HV     | Sultan Faqihi         | Ả Rập Xê Út |
| —  | TV     | Hassan Abu Sharara    | Ả Rập Xê Út |

## Danh hiệu
Saudi First Division
- Á quân (1): 2018–19

Saudi Second Division
- Vô địch (2): 1980–81, 2014–15
- Á quân (2): 1989–90, 2004–05

Saudi Third Division
- Á quân (1): 2002–03